# Halvor Nordhaug

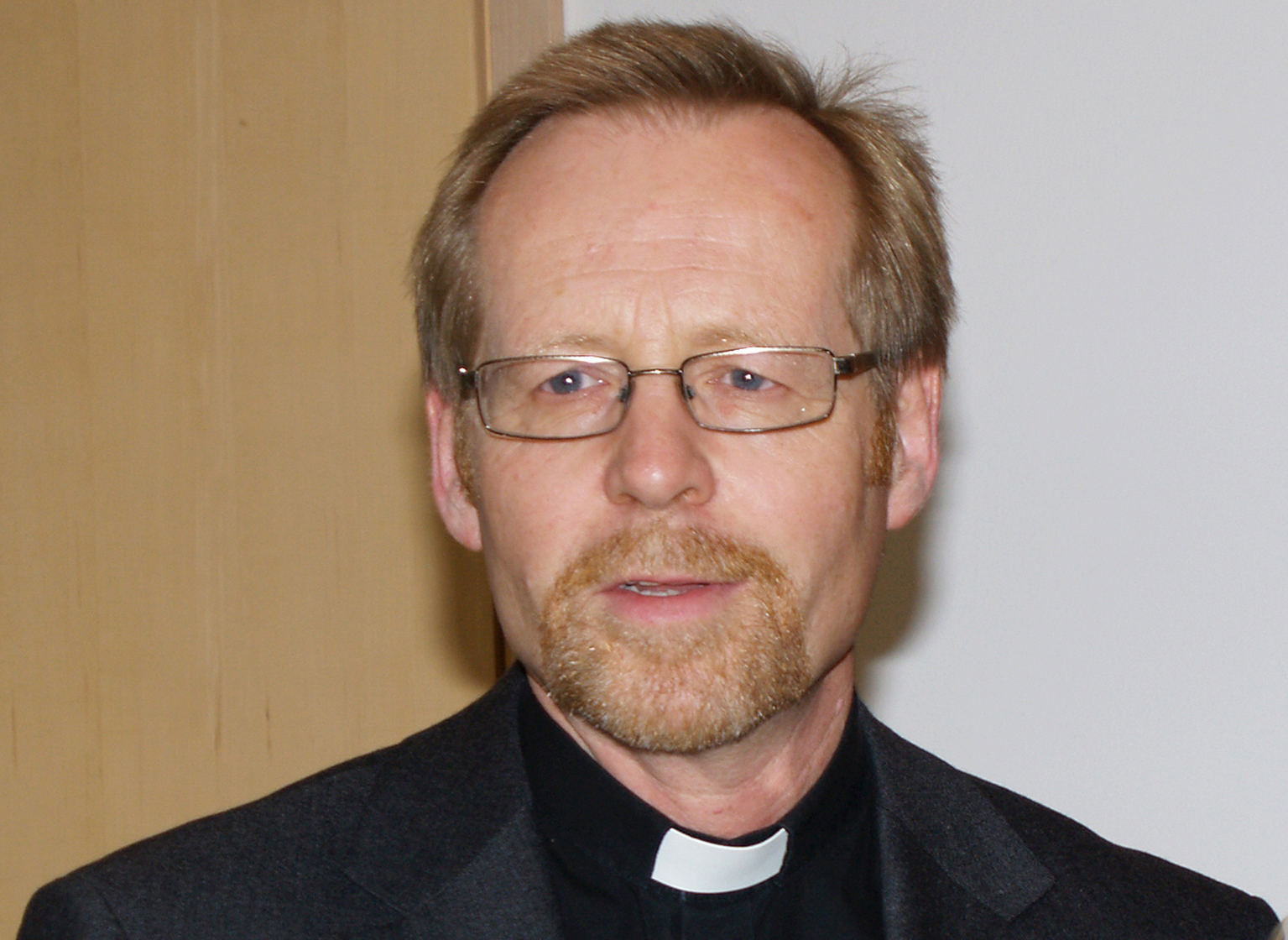
Halvor Nordhaug

Halvor Nordhaug, född 26 februari 1953, är en norsk präst som sedan 2009 är biskop i Bjørgvin stift med säte i Bergen.
Som biskop i Bjørgvin är Nordhaug också biskop för den norska sjömanskyrkan och för norska kyrkan i utlandet. Bjørgvin stift omfattar två fylken, Sogn og Fjordane och Hordaland och är ett av de fem ursprungliga stiften i Norge. Halvor Nordhaug är son till Ole Nordhaug, som var den första biskopen i det nya stiftet Møre bispedømme 1983–1991.